# Graimbouville
Graimbouville település Franciaországban, Seine-Maritime megyében. Lakosainak száma 608 fő (2022. január 1.). Graimbouville Angerville-l’Orcher, Étainhus, Gommerville, Manneville-la-Goupil, Saint-Gilles-de-la-Neuville és Virville községekkel határos.

## Népesség
A település népességének változása:
| Lakosok száma | 623  | 619  | 626  | 615  | 614  | 615  | 616  | 612  | 608  |
|               | 2013 | 2015 | 2016 | 2017 | 2018 | 2019 | 2020 | 2021 | 2022 |